# Ampelocissus butoensis
Ampelocissus butoensis là một loài thực vật hai lá mầm trong họ Nho. Loài này được C.L.Li miêu tả khoa học đầu tiên năm 1996.